# Oreste Emanuelli
Oreste Emanuelli né à Fontanellato le 18 avril 1893 et mort à Fidenza le 22 octobre 1977 est un peintre italien.

## Biographie
Oreste Emanuelli, né en province de Parme, est issu d'une famille paysanne.
Dès son plus jeune âge, il alterne l'activité de peintre avec le travail aux champs, continuant à suivre les cours du soir à l'école de Borgo San Donnino. 
En 1910, il s'inscrit à l'Institut des beaux-arts Paolo Toschi de Parme et fréquente les cours de Paolo Baratta et Daniele de Strobel. La Première Guerre mondiale interrompt ses études qu'il reprend aussitôt le conflit terminé.
En 1920, il séjourne brièvement à Paris où il étudie l'impressionnisme, puis retourne à Borgo San Donnino où il continue à exercer une activité paysanne tout en continuant à peindre surtout des paysages ainsi que des portraits dont il intègre la figure dans les décors compagnards, ce qui lui vaut l'appellation de « pittore contadino » . 
En 1931, il tient sa première exposition personnelle à la Galleria del Milione à Milan.
En 1974, il fait don d'environ 1 400 tableaux à la commune de Fidenza qui constituent le Fondo Oelli, car Oreste Emanuelli signait ses tableaux « Oelli ». La collection est conservée en partie dans la quadreria Emanuelli de la bibliothèque Michele Leoni.
Il meurt le 22 octobre 1977 à Fornio, un hameau de Fidenza.

## Œuvres
- Castellina parmense,
- Ca' de' Lupi,
- La Casa rosa,
- L'Albero dell'impiccato,
- Valle alta,
- Quercia solitaria,
- Madonnina di Cisiolo,
- Primavera,
- Veduta di Colorno,
- Castagni,
- Castello di Vigoleno,
- Contadina al lavoro nei campi,
- Autunno,
- Ciliegi in fiore,
- Paesaggio salsese,
- Tra i pioppi,
- Panorama di Roncole,
- La Quiete dopo la tempesta,
- Pugnetolo di Corniglio,
- Villa Verdi in Sant'Agata,
- Alba in campagna[1].

### Source
- (it) Cet article est partiellement ou en totalité issu de l’article de Wikipédia en italien intitulé « Oreste Emanuelli » (voir la liste des auteurs)..